# Frank Schöbel

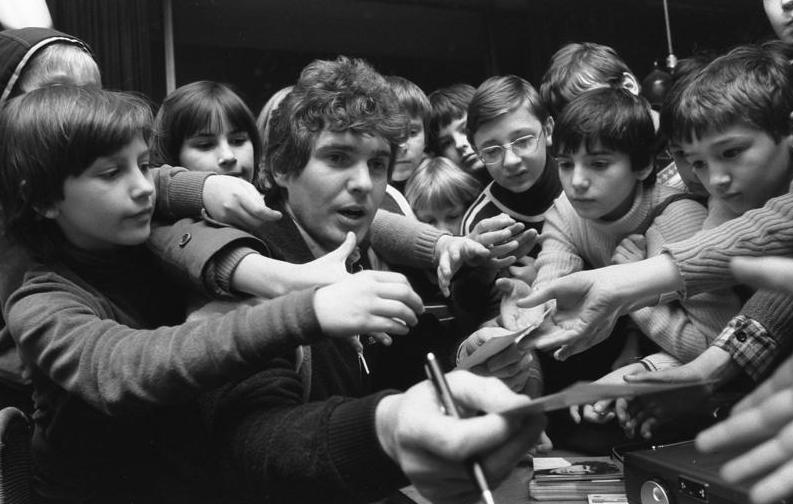
Frank Schöbel skriver autografer 1980.

Frank Schöbel, född 11 december 1942 i Leipzig, är en tysk sångare och skådespelare. Han räknas till de främsta schlagersångare från Östtyskland.
Hans första album (tillsammans med Chris Doerk) utkom 1968. Redan 1971 hade han med låten Wie ein Stern framgång i bägge delar av Tyskland. Av singeln såldes i Östtyskland 400 000 och i Västtyskland 150 000 stycken. Frank Schöbel var även en av de få östtyska sångare som hade tillåtelse att uppträda i Västtyskland. Bredvid schlager sjöng han även barnsånger och julsånger tillsammans med sin familj. Dessutom var han moderator i TV och skådespelare i några filmer av det östtyska filmbolaget DEFA.

## Diskografi
- 2006 - Egal was passiert
- 2004 - Fröhliche Weihnachten mit Frank
- 2003 - Augenblicke
- 2002 - Wie ein Stern. Die 40 schönsten Songs zum Jubiläum
- 2002 - Leben...so wie ich es mag
- 2000 - Einmal Himmel und zurück
- 2000 - Nur das Beste
- 2000 - Heimliche Träume
- 2000 - Schlager Rendezvous
- 2000 - Die schönsten Balladen und Lovesongs
- 1999 - Seine Hits der neunziger Jahre
- 1999 - Die schönsten Balladen
- 1998 - Heißer Sommer
- 1998 - frank und frei. belächelt,bekannt,beknackt - CD zum Buch
- 1996 - Mädchen du bist schön
- 1996 - Gold 2
- 1995 - Jetzt oder nie
- 1994 - Fröhliche Weihnachten in Familie
- 1994 - Gold
- 1993 - Seine Hits der achtziger Jahre
- 1993 - Seine Hits der siebziger Jahre
- 1993 - Seine Hits der sechziger Jahre
- 1989 - Wir brauchen keine Lügen mehr
- 1986 - Ich brauch dich so
- 1985 - Weihnachten in Familie
- 1981 - Das Jubiläumsalbum
- 1981 - Wovon ich träume
- 1980 - Frank International
- 1978 - Frank
- 1977 - O Lady
- 1975 - Ich bleib' der Alte
- 1975 - Komm, wir malen eine Sonne
- 1975 - Songs für dich
- 1975 - Insel im Golf von Cazone
- 1975 - Die großen Erfolge
- 1974 - Ja, der Fußball ist rund wie die Welt
- 1974 - Freunde gibt es überall
- 1973 - Frank Schöbel
- 1973 - Nicht schummeln, Liebling!
- 1972 - Hallo Dolly
- 1972 - Wie ein Stern
- 1971 - Für unsere Freunde (med Chris Doerk)
- 1969 - Chris & Frank (med Chris Doerk)
- 1968 - Heißer Sommer (med Chris Doerk)

## Filmografi
- 1972 - Nicht schummeln, Liebling
- 1967 - Heißer Sommer
- 1967 - Hochzeitsnacht im Regen
- 1966 - Reise ins Ehebett